# Onthophagus gangeticus
Onthophagus gangeticus är en skalbaggsart som beskrevs av Gillet 1925. Onthophagus gangeticus ingår i släktet Onthophagus och familjen bladhorningar. Inga underarter finns listade i Catalogue of Life.